# Valle de Chumbi
El Valle de Chumbi (llamado Dromo o Tromo en tibetano) es un valle en el Himalaya que se proyecta hacia el sur desde la meseta tibetana, interviniendo entre Sikkim (India) y Bután. Pertenece a la unidad administrativa del Condado de Yadong en la Región autónoma de Xizang (antigua Región del Tíbet) de China.
El valle supone un cruce de la India (en Sikkim), Bután y China (en Tíbet) justo en el Himalaya. Esto le confiere un importante valor estratégico. Dos pasos principales entre la India y China se abren aquí: el paso de Nathu La y el Paso de Jelep La.
El valle está a una altitud de 3000 metros –9500 pies– y fue el frente de una expedición militar británica en 1904 en el Tíbet. Fue ocupada por los británicos durante nueve meses después de las hostilidades para asegurar el pago de una indemnización del Tíbet.
Al estar en el lado sur del Himalaya, disfruta de un clima más húmedo y templado que la mayor parte del Tíbet. El valle alberga algo de vegetación en forma de bosques latifoliados del Himalaya oriental y transiciones a prados y arbustos alpinos del Himalaya oriental en el norte. La planta Pedicularis chumbica (春丕马先蒿) lleva el nombre del valle.

## Enlaces
- Artículo de la edición de 1911 de la Enciclopedia Británica sobre el Valle de Chumbi.
- Galería de imágenes libres en Wikimedia Commons de la expedición alemana al Tíbet de 1938 que atravesó el valle.

- Datos: Q2578921
- Multimedia: Chumbi Valley / Q2578921